# Rhamnus nitidus
Rhamnus nitidus är en brakvedsväxtart som beskrevs av John Jefferson Davis. Rhamnus nitidus ingår i släktet getaplar, och familjen brakvedsväxter. Inga underarter finns listade i Catalogue of Life.